# ويكيبيديا الكردية السورانية
ويكيبيديا الكردية السورانية أو ويكيبيديا الكردية الوسطى (الكردية السورانية:ویکیپیدیای کوردیی سۆرانی) هي النسخة الكردية السورانية من موسوعة ويكيبيديا.

## الإحصائيات
| عدد المستخدمين المسجلين | عدد المستخدمين النشيطين | عدد المقالات | صفحات المحتوى | عدد التعديلات | عدد الملفات المرفوعة | عدد الإداريين |
| ----------------------- | ----------------------- | ------------ | ------------- | ------------- | -------------------- | ------------- |
| 67٬670                  | 158                     | 76٬299       | 245٬276       | 1٬432٬170     | 2٬970                | 7             |

## التقدم
- يناير 2008 - أنشئت المقالة رقم 100.
- أكتوبر 2009 - أنشئت المقالة رقم 1000.
- ديسمبر 2012 - أنشئت المقالة رقم 10000.[2]
- سبتمبر 2014 - أنشئت المقالة رقم 15000.[3]